# 세코 포파나
세코 모하메드 포파나(프랑스어: Seko Mohamed Fofana, 1995년 5월 7일 ~ )는 프랑스 리그 1의 렌에서 미드필더로 뛰고 있는 코트디부아르의 축구 선수이다. 프랑스에서 태어난 그는 코트디부아르 국가대표팀에서 뛰고 있다.

## 구단 경력

### 맨체스터 시티
프랑스 파리에서 태어난 포파나는 9살 때 파리 FC에서 유소년 선수 생활을 시작해 6년간 머물다가 로리앙에 합류했다. 로리앙에서 2년을 보낸 후, 2013년 프리미어리그 클럽 맨체스터 시티에 입단하면서 잉글랜드로 이주했고 곧바로 개발팀으로 파견되었다.
포파나는 2013-14년 시즌부터 18세 이하 대표팀에 합류하기 시작했으며, 리그에서 20경기에 출전해 5골을 넣었고, 클럽의 UEFA 유스 리그 캠페인인 CSKA 모스크바와 벤피카 주니어스를 상대로 두 차례 7골을 넣었다. 맨체스터 시티의 HNK 리예카와의 U-21 친선 경기에서 그는 하프타임 직전에 상대 선수 중 한 명에게 인종적 학대를 당했다. 그 결과 맨체스터 시티의 U-21 대표팀 선수들이 경기장을 빠져나가면서 경기는 취소되었다. 경기 후 파트리크 비에라 감독은 선수들의 퇴장 조치에 찬사를 보냈다.

#### 풀럼으로의 임대
2014년 11월 27일, 포파나는 2015년 1월 31일까지 EFL 챔피언십 팀 풀럼과 임대 계약을 체결했다. 이틀 후 풀럼 데뷔 전을 치렀고, 63분 에머슨 힌드먼과 교체 투입되어 브라이턴 & 호브 앨비언과의 경기에서 2-1로 승리했다. 그의 폼과 활약으로 풀럼은 시즌이 끝날 때까지 임대 기간을 연장할 수 있었다. 2015년 3월 21일, 허더즈필드 타운과의 원정 경기에서 팀의 첫 골을 넣으며 2-0 승리를 확정지었다. 키트 시몬스 감독의 지휘 아래 자리를 잡은 포파나는 이후 25경기에 출전해 한 번 득점을 기록한 후 모 클럽으로 복귀했다.

#### 바스티아로의 임대
오스트레일리아에서 열린 프리시즌 투어에서 시티 소속으로 두 차례 출전한 후 (애들레이드 유나이티드와의 경기에서 2-0으로 승리한 후반전을 치렀고, 맨체스터 시티가 멜버른 시티를 상대로 1-0으로 승리한 경기에서 후반 교체 선수로 출전했다), 프리미어리그 클럽은 더 많은 경험을 쌓기 위해 포파나를 다시 임대하기로 합의했다. 이후 프랑스 출신인 그는 2015년 7월 29일, 바스티아로 한 시즌 동안 임대되어 고향인 프랑스로 돌아왔다. 10일 후인 2015년 8월 8일, 그는 시즌 개막전에서 리그 1 데뷔 전을 치렀고, 홈에서 렌을 상대로 2-1 승리를 거두며 90분 풀타임을 뛰었다. 그 후 2015년 12월 12일, 트루아와의 1-1 무승부에서 첫 골을 넣었고, 이어서 2015년 12월 19일, 랭스와의 경기에서 2-0으로 승리하는 데 어시스트를 기록했다. 2016년 1월 16일, 몽펠리에와의 경기에서 1-0으로 승리한 포파나는 65분에 레드카드를 받았다. 경기 후, 포파나는 4경기 출전 금지 처분을 받았고, 자신도 그의 행동에 대해 사과했다. 그는 총 32경기에 출전하여 바스티아에서 한 번 득점했다.

### 우디네세
맨체스터 시티에서 3년을 보낸 후, 포파나는 세리에 A의 우디네세에 합류하여 5년간 250만 파운드에 계약을 맺었다. 또한, 이 이적에는 200만 유로의 보너스와 바스티아가 총 보상의 15%, 최대 70만 유로를 받는 것이 포함되었다. 포파나는 시즌 개막전에서 교체 투입되기 79분 전에 로마와의 경기에서 우디네세 데뷔 전을 치렀다.

### 랑스
2020년 8월 18일, 포파나는 랑스와 4년 계약을 체결했다. 2021년 2월 21일, 그는 디종과의 경기에서 첫 골을 기록했다. 연이은 좋은 활약 끝에, 그는 2021년 9월, 리그 1 이달의 선수상을 수상했다. 2022년 5월, 포파나는 37경기에 출전하여 8골을 넣은 시즌에 이어 2021-22년 시즌 프랑스 1부 리그에서 최고의 아프리카 선수로 마르크비비앙 푀 상을 수상했다. 2022년 8월 31일, 그는 클럽과 2025년까지 연장 계약을 체결했다.

### 알나스르
2023년 7월 18일, 포파나는 2,500만 유로의 이적료로 사우디아라비아의 알나스르와 3년 계약을 맺었다.

#### 알이티파크로의 임대
2024년 1월 30일, 포파나는 사우디 프로페셔널리그의 동료 팀인 알이티파크에 6개월 임대로 합류했다. 2024년 8월 17일, 포파나는 알이티파크에 1년 임대로 다시 합류했다.

### 렌
2025년 1월 1일, 포파나는 리그 1로 돌아와 4년 반 계약으로 렌에 합류했다. 이적료는 2천만 유로로 완료되어 사우디 프로페셔널리그 역사상 가장 비싼 이적료로 기록되었다.

## 국가대표팀 경력
포파나는 그의 부모님이 코트디부아르 출신이기 때문에 프랑스와 코트디부아르에서 뛸 자격이 있었다. 포파나는 이전에 프랑스 U-16, 프랑스 U-17, 프랑스 U-18, 프랑스 U-19를 대표했다. 2017년 4월 3일, 포파나는 그의 부모님의 나라인 코트디부아르를 대표하기로 선택했다.
포파나는 2017년 11월 11일, 모로코와의 2018년 FIFA 월드컵 예선 경기에서 코트디부아르 국가대표팀 데뷔 전을 치렀다.
2023년 12월, 포파나는 2023년 아프리카 네이션스컵에 참가할 코트디부아르 선수단에 이름을 올렸다. 그는 2024년 1월 13일, 기니비사우와의 경기에서 코트디부아르가 2-0으로 승리한 지 4분 만에 대회의 선제골을 넣었다.

## 수상
알나스르
- 아랍 클럽 챔피언스 컵 : 2023

코트디부아르
- 아프리카 네이션스컵 : 2023[42]

개인
- 마르크비비앙 푀 상 : 2021–22[26]
- UNFP 리그 1 올해의 팀 : 2021–22[43], 2022–23[44]
- UNFP 리그 1 이달의 선수 : 2021년 9월[45]